# Gala RFC
Der Gala Rugby Football Club ist ein im Jahr 1875 gegründeter Rugby-Union-Verein aus Galashiels. Seine Heimspiele trägt der Verein im 2000 Zuschauer fassenden Netherdale-Stadion aus. Der Verein spielt in der Scottish National League Division One und der Border League.

## Geschichte
Der Verein entstand dadurch, dass durch die wachsende Textilindustrie in Gala (und allgemein im schottischen Grenzgebiet) sehr viele Arbeiter(vor allem aus Yorkshire) kamen und den Cricketsport mitbrachten. Da Cricket eher eine Sommersportart ist, brauchte man einen Sport für den Winter, so dass der Gala RFC gegründet wurde.
Im Jahr 1883 nahmen sie am ersten 7er-Turnier in Melrose teil, wo sie erst im Finale dem Gastgeber unterlagen. Innerhalb eines Jahres starteten Gala und mehrere andere Vereine aus dem schottischen Grenzgebiet ihre eigenen 7er-Turniere. 1994 wurden diese zur Border Sevens Circuit League vereinigt, die Sieger dieses Turniers werden „Kings of the Sevens“ genannt. Gala hat dieses Turnier bisher zweimal gewonnen, 1994 und 2004.
Gala hat 21 schottische Nationalspieler hervorgebracht: Geoff Cross, Peter Brown, David Leslie, Jim Aitken, Jock Turner, Duncan Paterson, Gregor Townsend, Derek White, Nathan Hines, Chris Paterson, Drew Gill, John Frame, Arthur Brown, Nairn McEwan, Ken Lawrie, Gordon Dickson, Peter Dods, Michael Dods, Bob Wilson, Tom Elliott und Stevie Scott.